# Cystopteris tenuis
Cystopteris tenuis là một loài thực vật có mạch trong họ Woodsiaceae. Loài này được (Michx.) Desv. miêu tả khoa học đầu tiên năm 1827.

## Hình ảnh

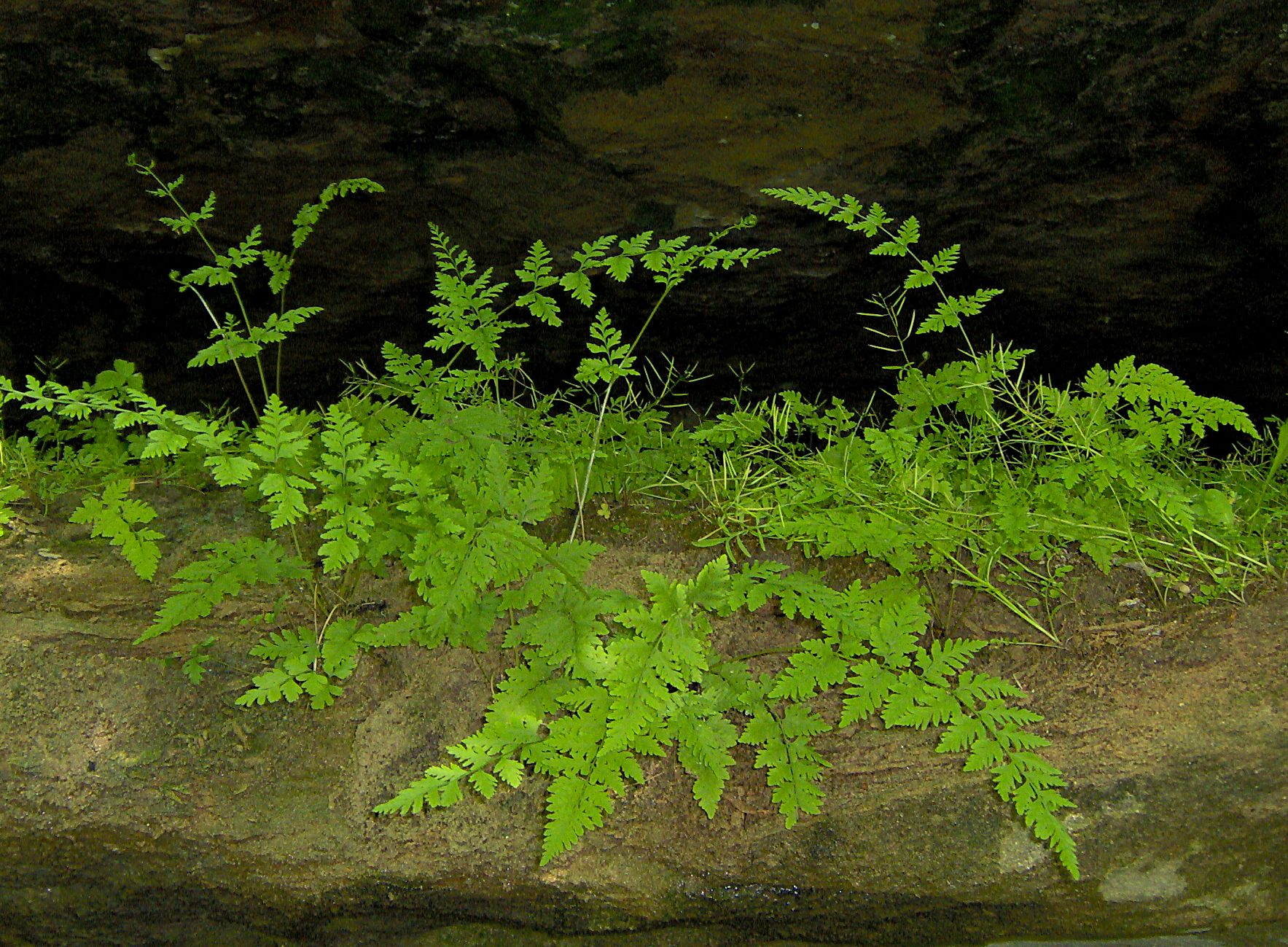
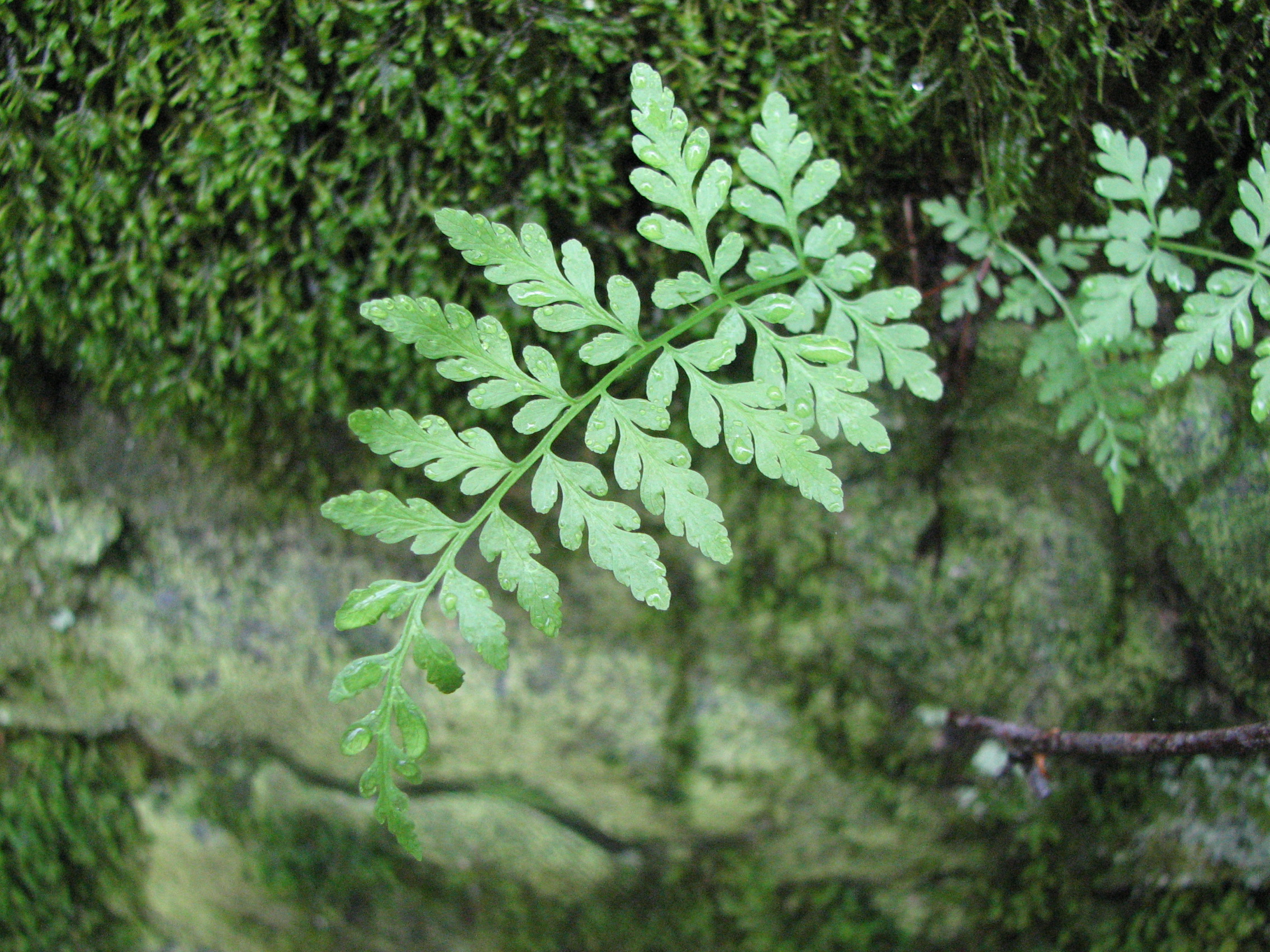